# Resident Evil: Retribution
Resident Evil: Retribution ist der fünfte Teil der Realfilmreihe Resident Evil, die auf der gleichnamigen Videospielreihe basiert.
Der Film wurde wie sein Vorgänger komplett in 3D gedreht.

## Handlung
Der Film beginnt mit einem als zurückgespult dargestellten Angriff auf das Frachtschiff, das im letzten Teil durch Alice gerettet worden war. Dabei sieht man wie Jill Valentine anscheinend auf Seiten Umbrellas gegen die Besatzung des Schiffes und Alice kämpft. Nach einem schweren Treffer landet Alice im Wasser. Einige Zeit später wacht sie, mit blonden langen statt dunklen kurzen Haaren, anscheinend wohl behütet in einem Haus auf, in dem sie ihren Mann Carlos Olivera und ihre gehörlose Tochter umsorgt. Die Ruhe wird allerdings bald durch Zombies gestört, die in das Haus eindringen und ihren Mann infizieren. Alice kann mit ihrer Tochter Becky gerade so aus dem Fenster nach draußen fliehen, und der Zuschauer sieht, dass die Stadt (Raccoon City laut Aufschrift an einem Nachrichtenhubschrauber) gerade von Zombies angegriffen wird. Bei dem Versuch, mit einer befreundeten Nachbarin zu fliehen, die wie die Weggefährtin Rain Ocampo aus dem ersten Teil der Filmreihe aussieht, kommt es zu einem Unfall, bei dem Alice und Becky gerade noch vor einer Horde anrückender Zombies in ihr Haus fliehen können. Da die Gefahr droht, dass Becky entdeckt wird, opfert sich Alice anscheinend, um ihr die Möglichkeit zu verschaffen, sich zu verstecken, indem sie gegen einen Zombie kämpft. Dieser fällt zwar ein Treppengeländer herunter, jedoch wird sie von ihrem infizierten Mann getötet.
Daraufhin befindet sich die eigentliche Alice allerdings, nackt und nur durch zwei Tücher bedeckt, in einem Gefängnis von Umbrella und wird von Jill befragt. Als sie nicht antwortet, beziehungsweise beginnt Gegenfragen zu stellen, wird sie durch schrille Töne gefoltert. Einige Zeit später fällt das Sicherheitssystem aus, alle Gefängnistüren öffnen sich und eine Schublade mit Kleidungsstücken kommt aus der Wand hervor. Alice flieht nunmehr bekleidet und gelangt über ein sich öffnendes Portal scheinbar in ein zunächst verlassenes Tokio, in dem jedoch nach einer Weile Passanten eingeblendet werden. Die Szene ähnelt stark dem Beginn des vorigen Films, als eine infizierte Frau einen Mann auf der Straße beißt und die Beobachter schreiend fliehen. Das Zombievirus bricht aus und Alice rettet sich durch ein weiteres Portal wieder in die Umbrellaanlage. Diese steht noch nicht ganz wieder unter Kontrolle von Jill, so dass sie auf Ada Wong und ihren per Videolink zugeschalteten Widersacher Albert Wesker trifft, die zuvor für den Systemabsturz gesorgt hatten. Diese erklären Alice, dass sie sich in einem gigantischen U-Boot-Bunker der ehemaligen Sowjetunion befindet, der unter einer Eisschicht liegt und von Umbrella zu einem „Testzentrum“ umgebaut wurde.
Das Tokio, das Alice gesehen hat, war nur eine Nachbildung zum Zweck der Demonstration von Bio-Waffen für potentielle Kunden von Umbrella. Aus diesem Grunde hat Umbrella aus 50 „Basismodellen“ die Bevölkerung der Testanlagen in Moskau, Manhattan, Tokio und Berlin geklont. Jetzt bemerkt der Zuschauer, dass die Personen, die man in der Vorstadt-Szene gesehen hat, inklusive Alice, Carlos und Rain, lediglich Klone waren. Des Weiteren berichtet Wesker, dass er ein Einsatzteam unter der Führung von Leon S. Kennedy an der Oberfläche des U-Boot-Bunkers abgesetzt hat, mit dem Auftrag Alice zu retten und zu ihm zu bringen, da man sie „brauchen“ würde. Teil dieses Teams ist auch Luther West, der sich in dem vorigen Film allein in die Freiheit gekämpft hatte. Außerdem erfährt der Zuschauer, dass die Umbrella-Truppen jetzt vom Computer Red Queen befehligt werden, dessen Programmierung es vorsieht, dem T-Virus die Nahrung zu entziehen und daher alles Leben zu zerstören. Alice willigt vorerst in ein Bündnis ein und begibt sich mit Ada auf den Weg durch die verschiedenen Testanlagen zum Aufzug, der auf der anderen Seite der Anlage liegt.
Währenddessen öffnet Weskers Einsatzteam die riesigen Belüftungsrohre des Bunkers und verlegt Sprengladungen. Alice und Ada treffen derweil in der Raccoon-City-Anlage auf die geklonte Becky, die Alice aufgrund der optischen Ähnlichkeit für ihre Mutter hält, werden aber gleich von Jill und dem neu geklonten Einsatzteam des ersten Films, inklusive Carlos und Rain, angegriffen. Alice und Becky können fliehen, während Ada zurückbleibt und weiter kämpft. Währenddessen erreicht Weskers Team die Moskauanlage. Allerdings werden sie von Las-Plagas-Zombies, welche schneller und intelligenter als normale Zombies sind, angegriffen. Nach mehreren Verlusten können sie vor den Zombies fliehen, allerdings nur um auf eine sehr große BOW (Bio Organic Weapon, gemeint ist ein als Waffe gezüchteter Mutant) zu treffen. Diese tötet den Navigator des Teams. In diesem Moment kommt Alice dem dezimierten Team mit einem Auto zu Hilfe. Bei Alice’ Versuch trotz Abraten der Gruppe zurück zu Becky zu kommen, die Alice bei der wieder aufgetauchten Vorstadt-Rain an einer U-Bahn-Station zurückgelassen hatte, werden sie weiter von den Las-Plagas-Zombies verfolgt und angegriffen, ebenso von der BOW. Alice gelingt es, durch einen U-Bahn-Schacht zu fahren, welcher daraufhin einstürzt und die BOW unter sich begräbt. Danach holt sie Becky und Rain ab. Die Gruppe versucht nun mithilfe der AR-Brille von Ada, die eine Übersicht über die gesamte Anlage bietet, in die Freiheit zu entkommen. Als sie kurz vor Ablauf der Zeit – die zuvor installierten Bomben sind mit einem Zeitschalter ausgestattet – den Aufzug erreichen, wird die geklonte Rain getötet und Becky von der BOW entführt. Obwohl ihre Begleiter sie davon abhalten wollen, sich für einen Klon einzusetzen, macht Alice sich auf, um Becky zu retten. In diesem Moment wird die Gruppe wieder von Jill angegriffen. Barry Burton wird beim Versuch, den anderen den Rücken freizuhalten, getötet.
Inzwischen kann Alice die BOW besiegen und Becky aus einem Kokon retten. Auf dem Weg zurück zum Aufzug kommen die beiden durch eine Halle, in der sich hunderte unprogrammierte Klonkörper, darunter auch solche von Alice, befinden, was Becky irritiert. Kurz danach kommt es zur Explosion der Zeitbomben. Alice und Becky kommen jedoch noch rechtzeitig auf der Aufzugplattform an, wo der überlebende Rest der Gruppe ist. Oben angekommen macht sich die Gruppe auf den Weg zum Extraktionspunkt. Allerdings werden sie durch ein U-Boot Umbrellas aufgehalten, das durch die Eisschicht bricht, und es stellt sich heraus, dass Jill und Rain Ada gefangen genommen haben. Es kommt zum Kampf, wobei Alice gegen Jill kämpft und Leon und Luther West gegen Rain, die sich bewusst mit den Las-Plagas-Parasiten infiziert hat, die sie unverwundbar machen. Rain tötet im Kampf Luther West mit einem gezielten Schlag auf sein Herz. Alice kann nach einem langen Kampf Jill von ihrem spinnenförmigen Gedankenkontrollgerät der Red Queen befreien. Allerdings schafft sie es nicht, gegen Rain zu bestehen und scheint zu verlieren. Kurz vor dem finalen Schlag erblickt sie jedoch unter dem Eis einen Zombie, und die wiedererwachte Jill wirft ihr eine Waffe zu. Mit dieser schießt Alice ein Loch ins Eis, durch das die Zombies Rain unter Wasser ziehen. Bevor sie endgültig untergeht, kündigt Rain an, sie werde zurückkehren und Alice holen. Alice, Becky, Jill, Ada und Leon, als einziger Überlebender des Einsatzteams, werden nun von einem Helikopter ins halb zerstörte Weiße Haus in Washington, D.C. gebracht, in dem sich Wesker mittlerweile einquartiert hat. Im Hintergrund ist ein schwerer Kampf erkennbar. Als Alice im Oval Office auf Wesker trifft, infiziert er sie schmerzhaft mit dem T-Virus, von dem er sie im vorangegangenen Film geheilt hatte, um ihr als bisher einziges Positivbeispiel des T-Virus ihre alte Kraft wiederzugeben. Wesker erklärt ihr daraufhin, dass sie die letzte Geheimwaffe gegen die Red Queen sei. Abschließend bezeichnet er den bevorstehenden Kampf als „letzte Schlacht der Menschheit“. In der letzten Szene sieht man, wie das Weiße Haus von BOWs und Zombies belagert wird und die Armee verzweifelt versucht, es zu verteidigen.

## Produktion
Als Produktionsfirmen waren Davis Films/Impact Pictures (RE5) und Constantin Film an dem Projekt, das unter dem Arbeitstitel Resident Evil: 5 fertiggestellt wurde, beteiligt.

### Einflüsse
Ein parasitärer Organismus mit der Bezeichnung Las Plagas wurde aus Resident Evil 4 mit in den Film eingebaut, so dass die Untoten rennen, Motorrad fahren und Maschinenpistolen bedienen können. Eine Actionszene aus dem Spiel Resident Evil 5, in der ein Hummer gefahren wird, wollte Paul W. S. Anderson auch erst einbauen. Er entschied sich aber stattdessen für einen Rolls-Royce Phantom.
Abgesehen von der Videospielreihe, ließ sich Anderson auch von Science-Fiction-Filmen inspirieren: “I think Inception had a huge impact on everyone and I think Westworld is an important film to Paul. Everybody knows, because he talks about it enough, the Alien series, Blade Runner, all these things are inspirations.” (Bolt)
Um das Make-up so realistisch wie möglich zu gestalten, schaute sich der Make-up-Effect-Supervisor Paul Jones Zombie 2 an und holte sich dadurch weitere Inspiration.
Für die Kampfszenen, die in dem Film gezeigt werden, holte sich der Regisseur Anderson Anregungen aus dem Film Last Samurai und thailändischen Filmen, um Knochenbrüche und Schmerzen durch die Darsteller besser spielen zu lassen.

### Musik
Die Filmkomponisten Tomandandy, die schon die Musik zu Resident Evil: Afterlife erstellt haben, sind nun auch für die Musik für diesen Film verantwortlich. Der Regisseur gibt an, dass sich die Musik des Films gegenüber der des Vorgängers Afterlife weiterentwickelt habe. Ziel war unter anderem die Verschmelzung von elektronischer Musik mit orchestralen Klängen. Der offizielle Soundtrack wurde am 11. September 2012 durch Milan Records veröffentlicht, wobei Tomandandys Arbeiten mit einflossen. Das Lied während des Abspanns, Hexes, wurde durch den DJ Bassnectar mit der Stimme von Chino Moreno (Deftones) produziert. Die Schauspielerin Mika Nakashima sang das Lied für die japanische Version.

### Dreharbeiten
Die Dreharbeiten begannen am 10. Oktober und endeten am 23. Dezember 2011.
Die Aufnahmen zu Resident Evil: Retribution entstanden unter anderem in den Cinespace Film Studios in Toronto, Times Square in New York City und in Moskau auf dem Roten Platz. Resident Evil: Retribution ist der zweite Film der Reihe der in 3D gedreht wurde. Der erste war Resident Evil: Afterlife.
Am 11. Oktober 2011 wurden am Set des Films 16 Personen verletzt, als eine Plattform einstürzte. Zehn Verletzte wurden durch die Polizei in Toronto ins Krankenhaus gebracht und mussten dort notversorgt werden. Die Verletzten erlitten Prellungen und Knochenbrüche. Da die zu behandelnden wie Zombies verkleidet und mit Kunstblut beschmiert waren, hatten die Krankenhausangestellten Mühe, die tatsächlichen Verletzungen zu behandeln.
Die Straßen auf dem Roten Platz wurden für Filmaufnahmen einen Tag gesperrt. Nachdem alle Aufnahmen im Kasten waren, wurde die Moskauer Metro für weitere Aufnahmen für fünf Stunden gesperrt. Die meisten Straßen des Roten Platzes wurden zudem in einem Studio nachgebaut. Die Verfolgungsjagd mit dem Auto wurde im November in Moskau aufgenommen.
Kevin Durand und Shawn Roberts waren ab der ersten Dezemberwoche und Li Bingbing ab dem 14. Dezember in die Dreharbeiten involviert. Eine Kampfszene von Jill und Alice, die über 200 Kombinationen beinhaltet, wurde ab dem 14. Dezember bis zum Ende der Produktion aufgenommen.

### Marketing

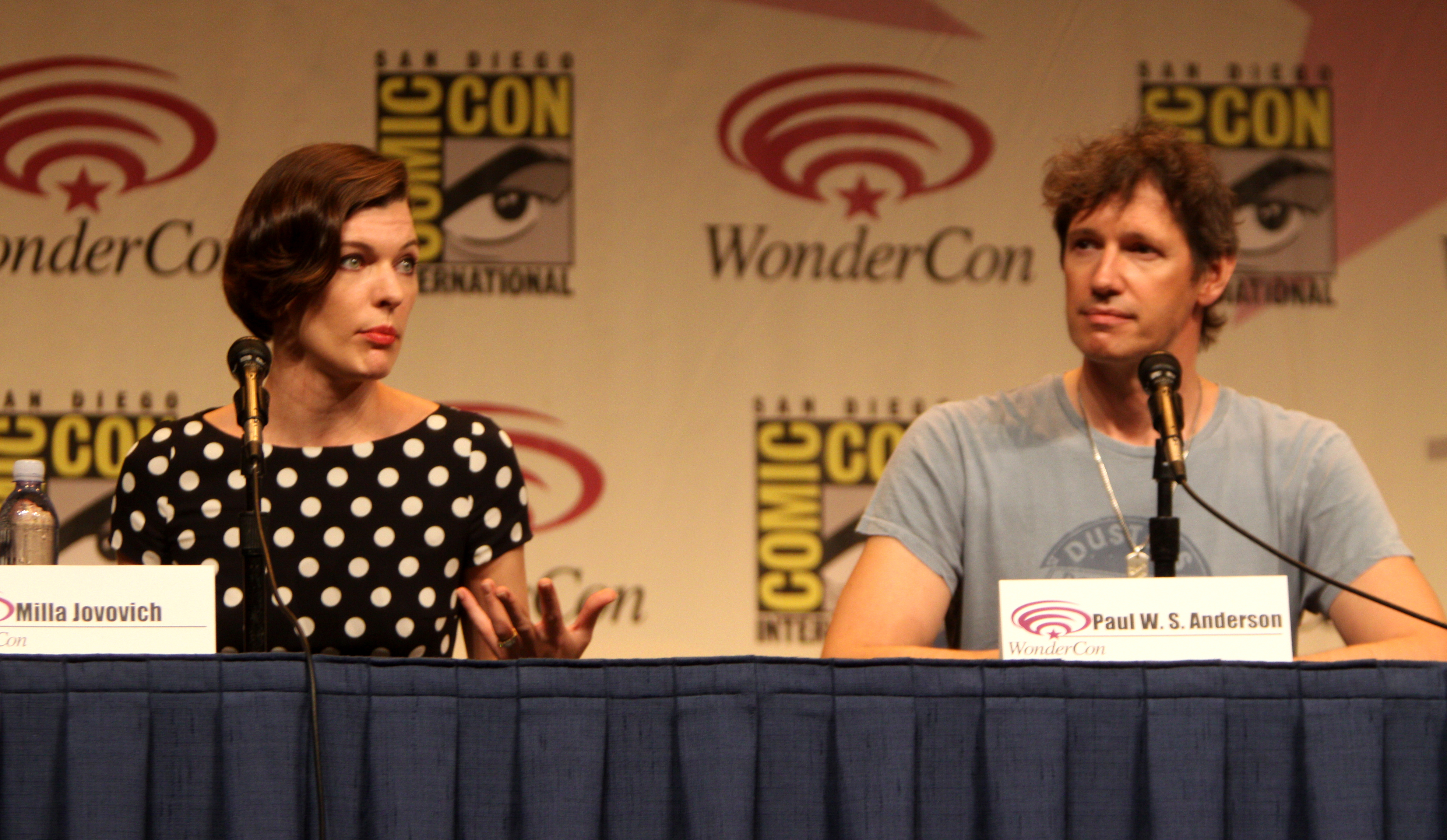
Milla Jovovich und Paul W. S. Anderson auf der WonderCon 2012

Der erste Teaser zum Film wurde im Januar 2012, vor dem Film Underworld: Awakening gezeigt. Durch Produktplatzierung bewarb Sony den Film über seine Produkte wie das Smartphone Xperia, PlayStation Vita und Tablet S per Weltuntergangsszenario in Washington, D.C., in dem Alice auf dem Dach des Weißen Hauses steht. Neben dem Teaser wurde eine Werbewebseite, die der Firma Umbrella Corporation, entworfen. Darauf bewirbt Umbrella ein eigenes Rekrutierungsprogramm, um die schlausten Köpfe der Welt einzustellen und dadurch bessere Ergebnisse erzielen zu können. Dann kommt Alice ins Bild und sagt: „Man kann Umbrella nicht trauen.“ Ein zweiter Trailer wurde in New York City am 14. Juni 2012 veröffentlicht und bei dem Film Der Chaos Dad mit Adam Sandler gezeigt.
Milla Jovovich, Michelle Rodríguez, Oded Fehr, Boris Kodjoe, Mika Nakashima und Paul W. S. Anderson waren auf der San Diego Comic-Con Convention am Freitag, dem 13. Juli. Am 10. August 2012 liefen 27 als Zombies verkleidete Personen durch Shibuya und deren Einkaufsstraßen, bevor sie weiter zum Bahnhof Shibuya zogen, um so den Film zu promoten.

### Veröffentlichungen
Am 3. September 2012 feierte Resident Evil: Retribution in Japan Premiere und lief in Russland am 6. September in ausgewählten Kinos. Der Film kam am 14. September 2012 in den Vereinigten Staaten und am 20. September 2012 in Deutschland in die Kinos.

### Einspielergebnisse
Der Film spielte weltweit 222 Millionen US-Dollar ein, womit er der kommerziell zweiterfolgreichste Film der Reihe ist. In Deutschland sahen den Film 240.000 Zuschauer in der ersten Woche in den Kinos, insgesamt lockte er 685.301 Zuschauer in die Kinos.

## Rezeption
In der Süddeutschen Zeitung verriss Jan Füchtjohann den Film, den er dabei mit Pornofilmen verglich: „Überhaupt ist alles genau wie beim richtigen Porno: Versetzt man das Gehirn komplett in den Ruhezustand, ist die körperliche Wirkung optimal. Ständig will man sich mit der 3D-Brille auf der Nase ducken – da fliegt doch schon wieder ein scharfkantiger Gegenstand auf einen zu!“ Unter dem Strich sei der fünfte Teil der Reihe alles, was der Titel verspreche, nämlich „ein Kinogang, der sich anfühlt, als hätte man mit der Nase Dubstep von einem Spiegel gezogen“ und dabei „Dinge erlebt, an die man sich nicht mehr erinnern will“.
Sebastian Stumbek vergab auf der Seite moviebreak.de 6 von 10 Punkten und urteilte, dass der fünfte Teil der Reihe „erneut nicht viel mit den Videospielen gemeinsam“ habe, sich dafür aber im Vergleich mit seinen Vorgängern am ehesten wie ein Videospiel anfühle, denn die Personen würden sich levelgleich von einem Areal zum nächsten begeben und auch auf Endgegner treffen. Allerdings sei alles „etwas lieblos oder gar lachhaft miteinander verknüpft“. Die Handlung sei „fast nonexistent“, das Ganze wirke sich „wie ein großes lautes Outro des vierten Teils“. Bekannte Charaktere aus den Spielen würden zwar für nostalgische Momente sorgen, allerdings seien nur wenige davon auch sinnvoll eingesetzt. Die Dialoge zwischen den Personen wertete Stumbek dabei als „sehr hölzern“, die „wenig originellen Dialogzeilen“ würden die Darsteller „einfach nur stumpf runterleiern“. Der Film richte sich somit an die Hardcore-Fans der Filmreihe: „Wem die Vorgänger schon ein Dorn im Auge waren, der wird dem neuen Ableger auch nicht viel abgewinnen können.“ Der Film sei dennoch, vor allem wegen seiner stark ausgereizten 3D-Effekte, ansehbar und stelle unter dem Strich „Hochglanz-Edel-Trash mit hohem Funfaktor“ dar.
Auf der Seite horrormagazin.de gab Angus Sc. dem Film nur einen von fünf Sternen und bezeichnete die „inzwischen recht verworrenen Handlung“, bei der es „äußerste Anstrengungen [bedürfe], dieses szenische Wirrwarr überhaupt in Worte zu fassen“, als „keineswegs mehr originell oder gar spannend“. Milla Jovovich sei „wie gewohnt sexy und sehr kampflustig“, was den Film aber auch nicht mehr rette. Die übrige Besetzung bestehe zwar aus teils ebenfalls guten Schauspielern, diese würden jedoch „völlig hilflos in dem allgemein sinnfreien Getöse“ herumhampeln. „Alles in Allem nichts, was wir uns wirklich antun müssen.“

## Auszeichnungen
Goldene Himbeere 2013
- Nominierung in der Kategorie Schlechteste Schauspielerin für Milla Jovovich